# Stiring-Wendel

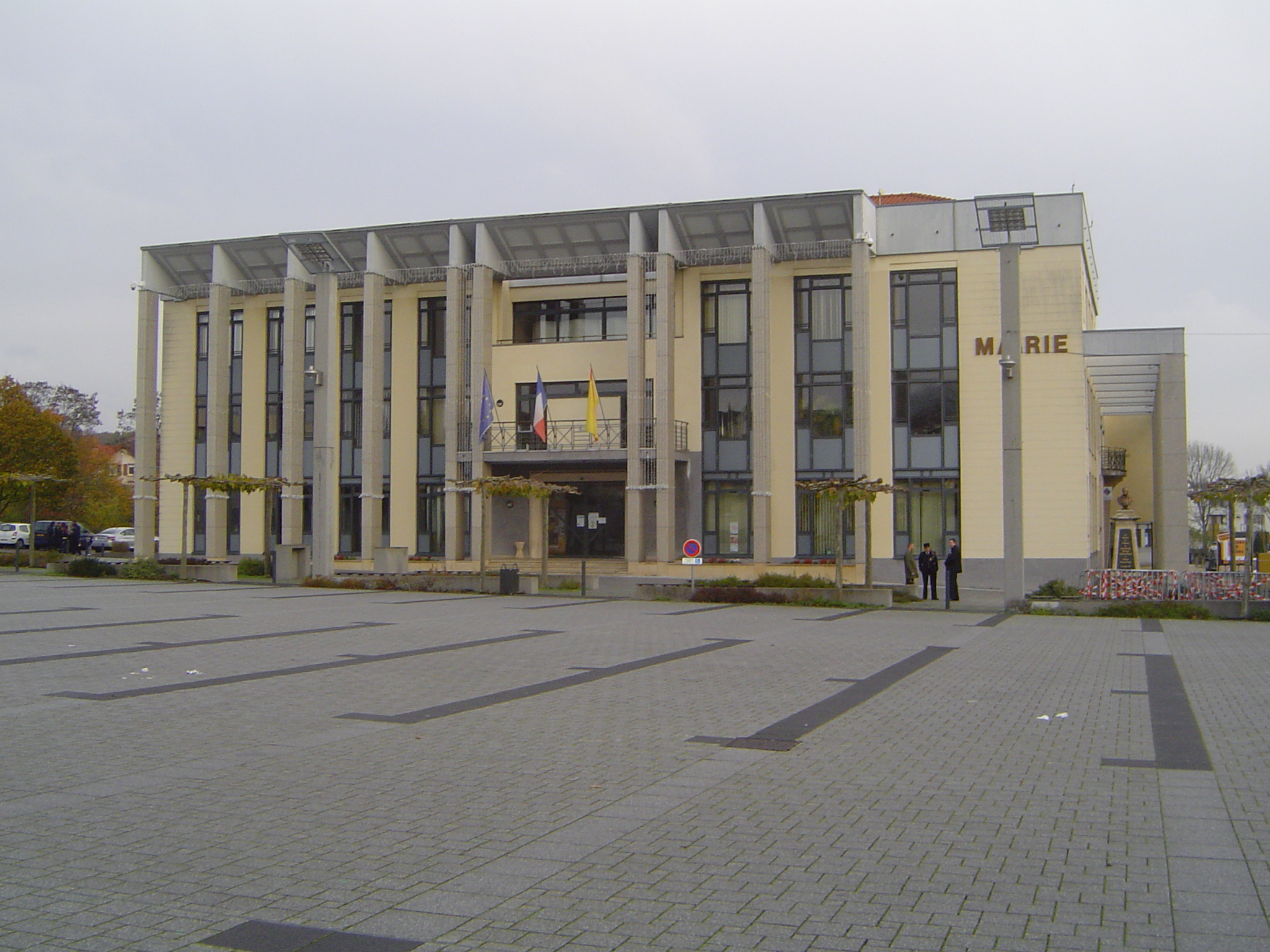
Mairie (Rathaus)

Stiring-Wendel [stiʁɛ̃ vɑ̃dɛl] (deutsch Stieringen-Wendel, Lothringer Platt Stiringe) ist eine französische Stadt mit 11.048 Einwohnern (Stand 1. Januar 2022) im Département Moselle in der Region Grand Est (bis 2015 Lothringen).
Die Einwohner nennen sich auf Französisch Stiringeois, der deutsche Spitzname ist: „Die Stiringer Sandhasen“.

## Geographie
Die Stadt Stiring-Wendel liegt an der deutsch-französischen Grenze. Deutscher Nachbarort ist Saarbrücken, französische Nachbargemeinden sind Schœneck, Spicheren und Forbach.

## Geschichte
Die Ortschaft gehörte früher zum Herzogtum Lothringen.
1846 wurde an der Stelle des heutigen Ortes eine Eisenhütte gegründet. Die Industriellenfamilie De Wendel errichtete eine Kirche, eine Schule und Wohngelegenheiten für die Arbeiter. 1857 ernannte Napoleon III. den Ort per Dekret zur Stadt.
Durch den Frankfurter Frieden vom 10. Mai 1871 nach dem Deutsch-Französischen Krieg 1870/71 kam die Region an das deutsche Reichsland Elsaß-Lothringen, und die Ortschaft wurde dem Kreis Forbach im Bezirk Lothringen zugeordnet. Nach dem Ersten Weltkrieg musste die Region aufgrund der Bestimmungen des Versailler Vertrags 1919 an Frankreich abgetreten werden und wurde Teil des Département Moselle. Im Zweiten Weltkrieg war die Region von der deutschen Wehrmacht besetzt.
1897 stellte die Hütte den Betrieb ein, und viele Einwohner verließen Stieringen-Wendel. Der Aufschwung des Steinkohlenbergbaus führte später zu einer erneuten Bevölkerungszunahme. 1957 hatte Stiring-Wendel 16.000 Einwohner gegenüber 1900 im Jahre 1857.
Um das Jahr 2000 endete die Ära der Steinkohleförderung, die Bergwerke wurden stillgelegt.

### Wappen
Der Löwe ist das Attribut der Grafen von Forbach, der ehemaligen Herren von Alt-Stieringen. Die Vase entstammt dem Wappen von Sophie de Wasaborg, Gräfin von Forbach, die der Glasmanufaktur (Verrerie-Sophie) ihren Namen gab. Schlägel und Eisen verweisen auf die Industriellenfamilie de Wendel.

### Bevölkerungsentwicklung
| Jahr                       | 1962   | 1968   | 1975   | 1982   | 1990   | 1999   | 2007   | 2019   |
| Einwohner                  | 15.028 | 13.757 | 12.665 | 13.581 | 13.743 | 13.129 | 12.468 | 11.178 |
| Quellen: Cassini und INSEE |        |        |        |        |        |        |        |        |

## Kultur und Sehenswürdigkeiten

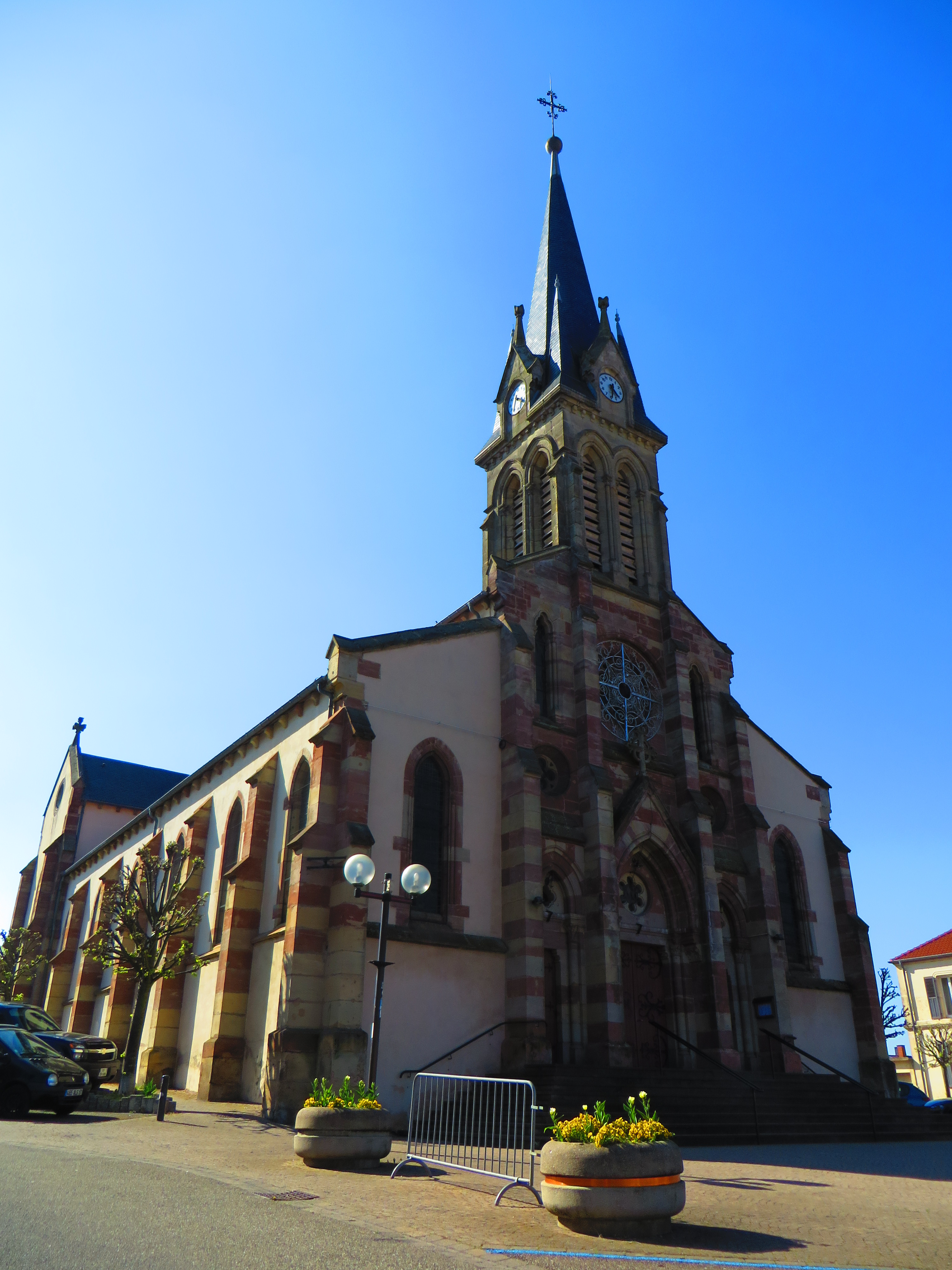
Kirche Saint-François
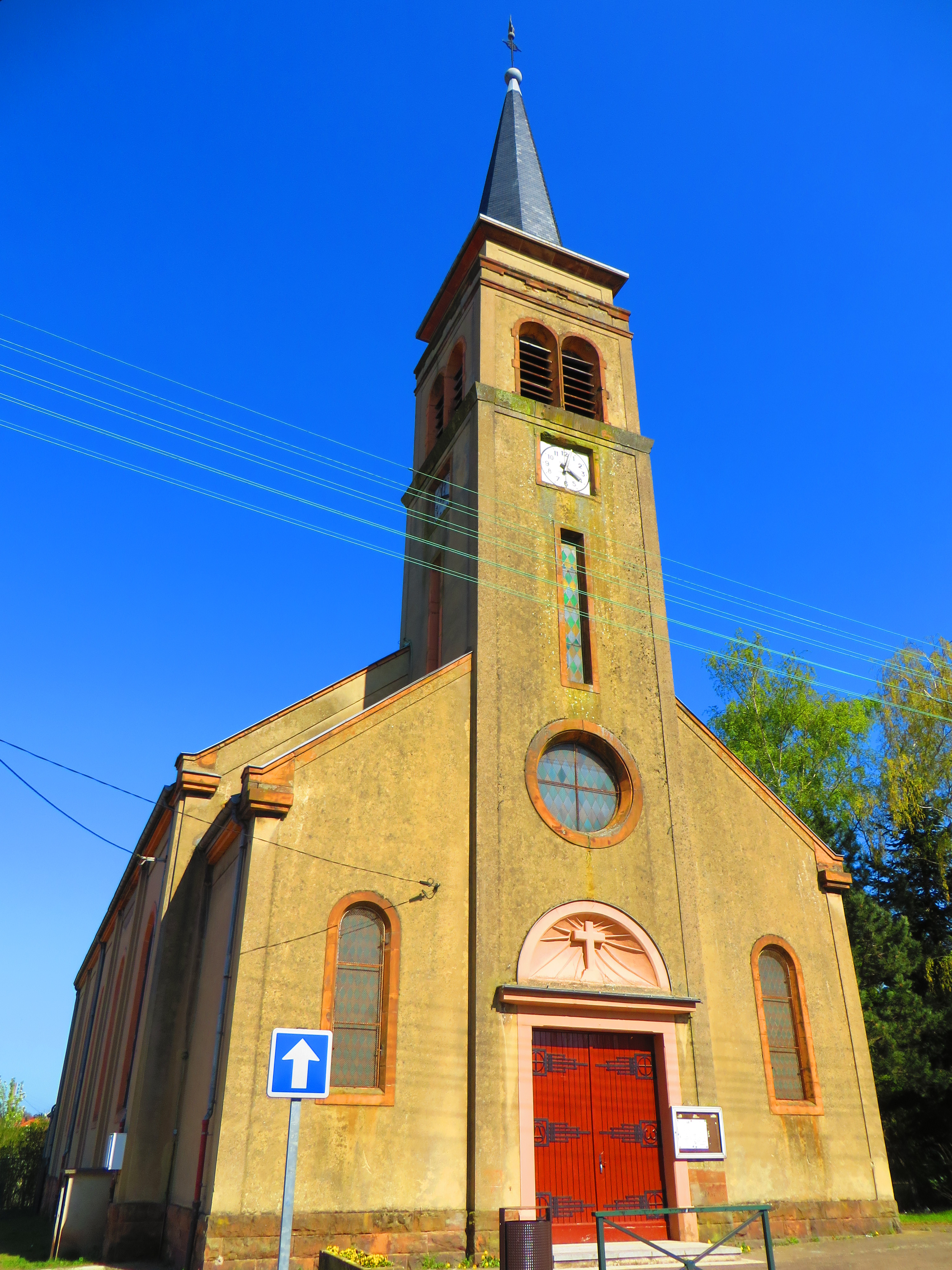
Kirche Saint-Roch
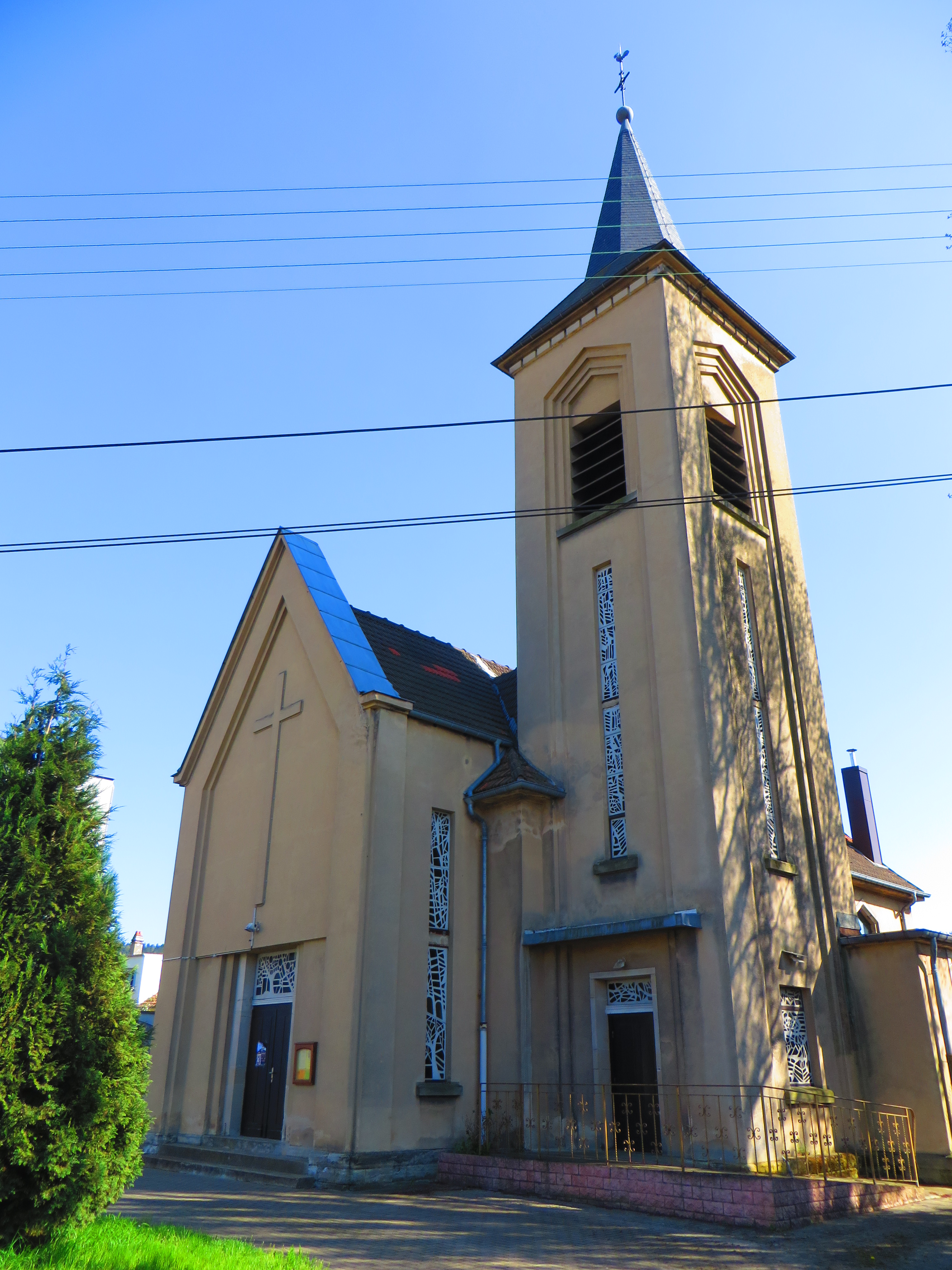
Lutherische Kirche
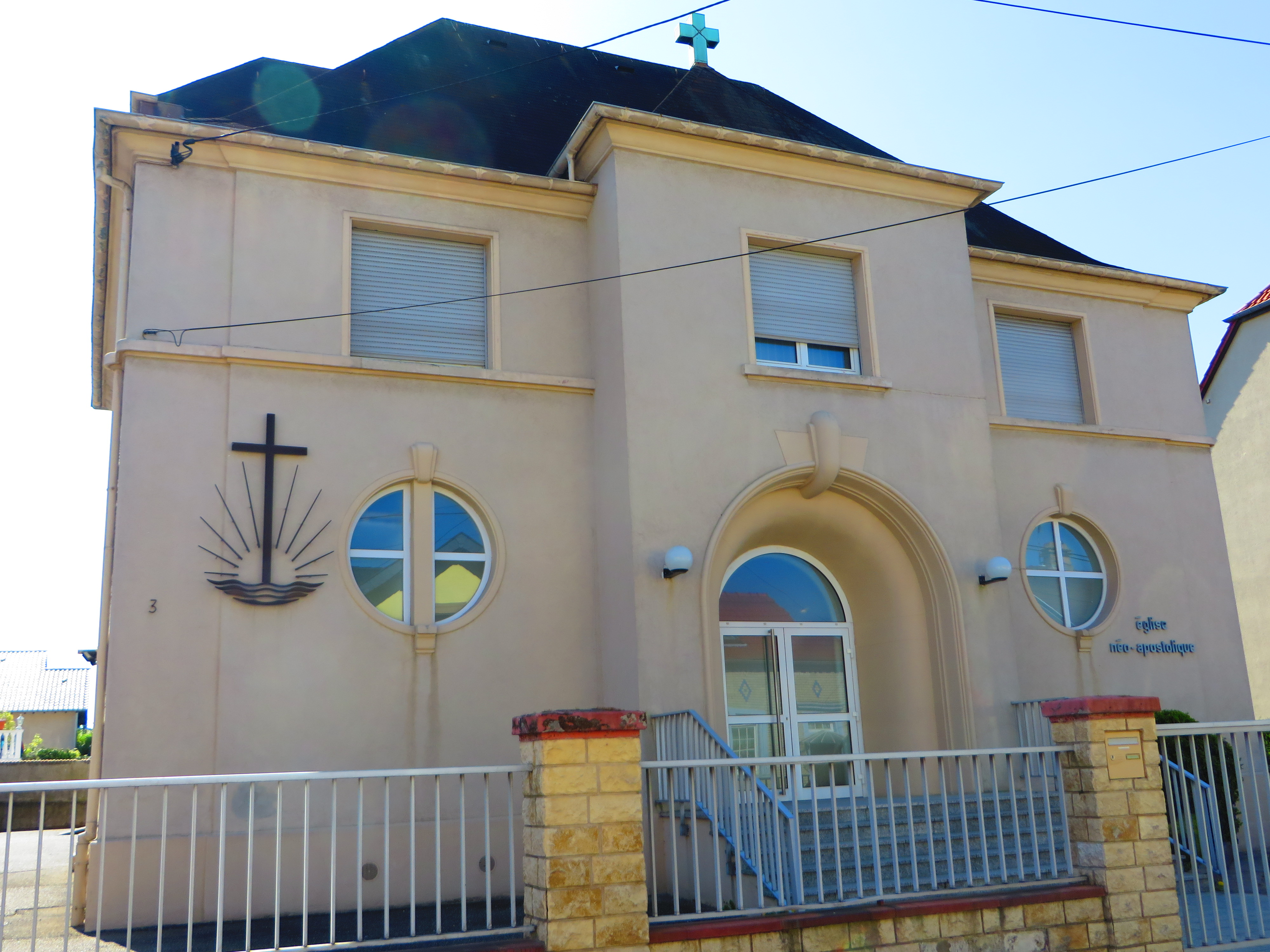
Neuapostolische Kirche
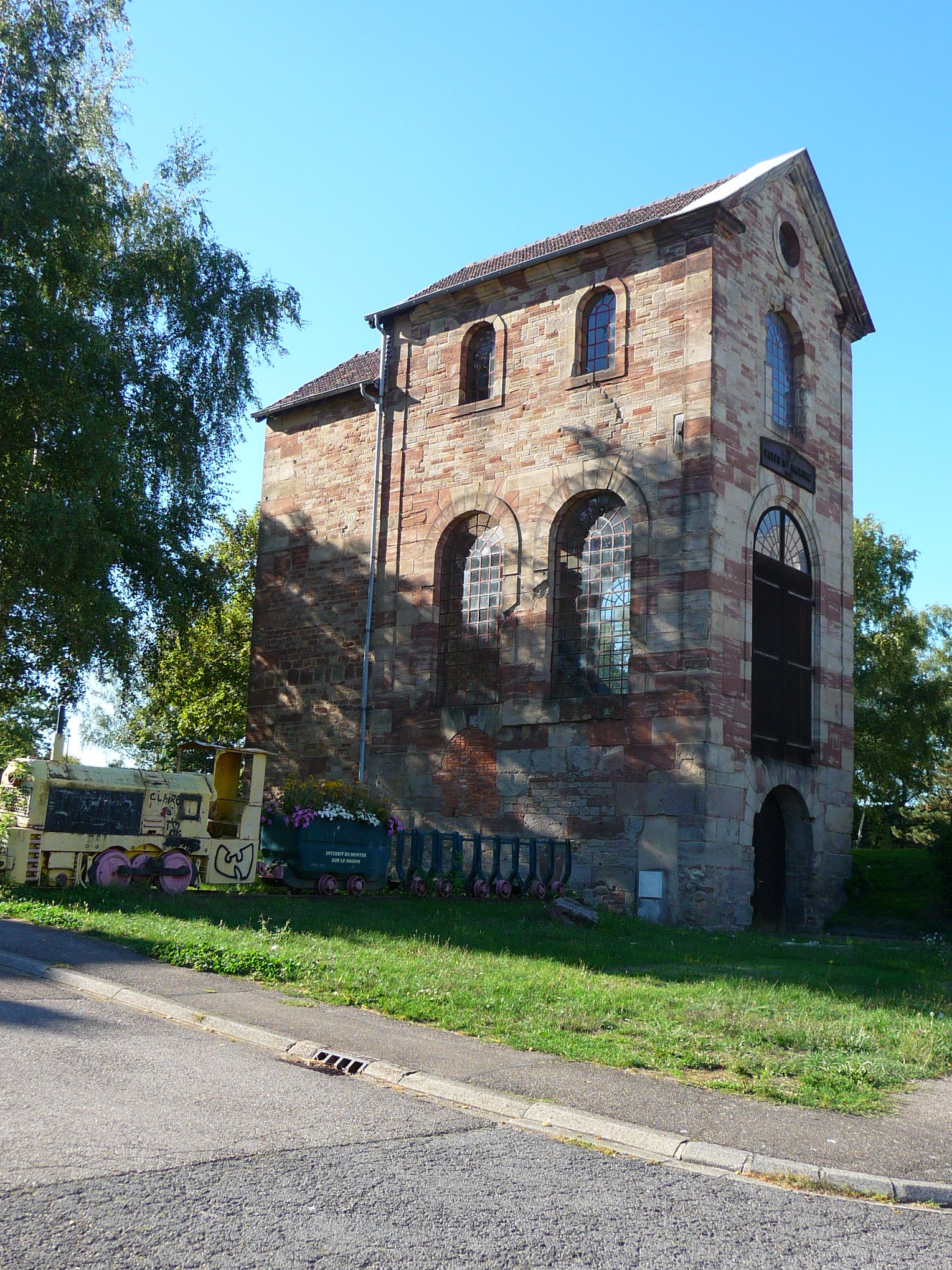
Schacht Sainte-Marthe

## Verkehrsanbindung
Stiring-Wendel liegt an der Europastraße 50, die auf deutscher Seite die Bundesautobahn 6, auf französischer Seite die Autoroute A 320 ist. Durch Stiring-Wendel führt die ehemalige Nationalstraße N 3 nach Paris. Auch die Eisenbahnverbindung Forbacher Bahn von Saarbrücken über Metz nach Paris führt durch Stiring-Wendel, wobei am Bahnhof des Ortes keine Züge mehr halten.

## Persönlichkeiten
- Émile Grosshans (1938–2016), Fußballspieler
- Patricia Kaas (* 1966), Chansonnière, aufgewachsen in Stiring-Wendel und seit 2006 Ehrenbürgerin